# Silver Airways
La Silver Airways era una compagnia aerea regionale con base di armamento a Fort Lauderdale, Florida. Fu fondata nel 2010, incorporando parte delle dotazioni della precedente Gulfstream International Airlines e i suoi biturbina Beechcraft 1900.
Prima della recentissima chiusura, operava in dieci città della Florida, una dell'Alabama e otto destinazioni nelle Bahamas.

## Storia

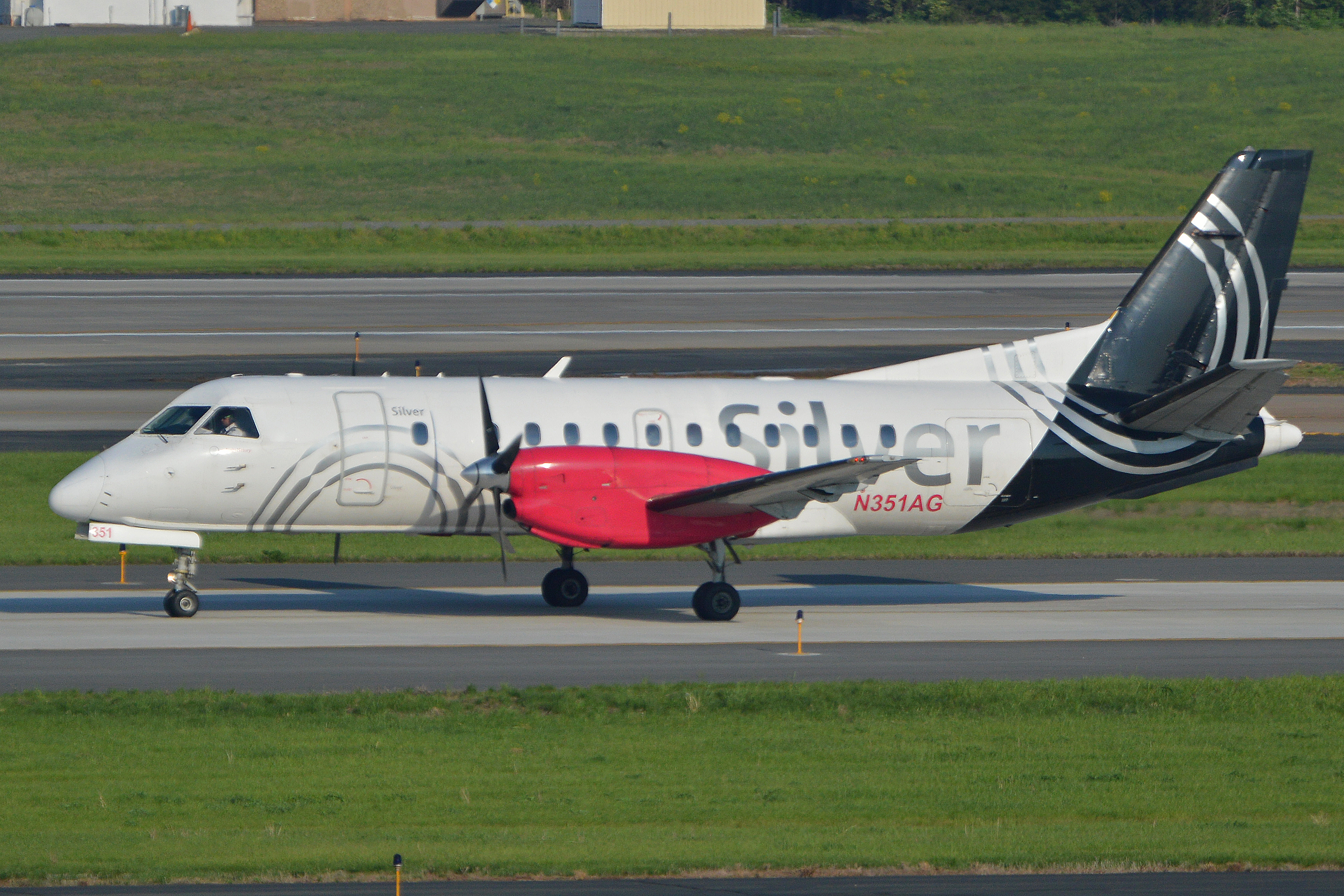
Saab 340 nella seconda livrea della società.

Nel novembre del 2010, Gulfstream International Airlines Inc. presentò una richiesta di protezione in caso di fallimento secondo le norme del Chapter 11. Le attività furono acquistate da Victory Park Capital e, nel dicembre, l'impresa fu ribattezzata Silver Airways. I voli iniziarono nello stesso mese con Beechcraft 1900 e, fino alla primavera successiva operò anche con il marchio "Continental Connection" e con quello "United Express".
A partire dal 2012 la società acquistò sei Saab 340 a cui se ne aggiungeranno successivamente altrettanti. Con questi efficienti biturbina la rete fu in gran parte stabilizzata tra la Florida e le Bahamas, collegando importanti aeroporti quali Tampa e Orlando con scali regionali. Nel 2017 fu annunciato l'acquisto di 20 ATR-42 con un'opzione per 10 esemplari in più, per sostituire tutti i Saab 340.

### Fallimento e chiusura
L'11 giugno 2025, Silver Airways ha annunciato la cessazione di tutte le operazioni e la presentazione di istanza di fallimento. L'ultimo volo effettuato è stato il 3M56, da Tampa a Fort Lauderdale-International, operato da un ATR72-600 atterrato verso la mezzanotte del 10 giugno 2025. Il giorno del fallimento la flotta era composta da tre ATR 42-300 e quattro ATR 72-600.

## Flotta
Silver Airways ha acquistato e utilizzato tre tipi di aerei: Saab 340, ATR 42 e ATR 72. 
| Aereo      | In servizio | Ordini | Passeggeri | Passeggeri | Passeggeri | Passeggeri |
| Aereo      | In servizio | Ordini | F          | Y+         | Y          | Total      |
| ---------- | ----------- | ------ | ---------- | ---------- | ---------- | ---------- |
| Saab 340   | 21          | —      | —          | —          | 34         | 34         |
| ATR 42     | 3           | 20     | —          | —          | 46         | 46         |
| ATR 72-600 | 4           | —      | —          | —          | —          | —          |
| Total      | 24          | 20     | [ 2 ]      | [ 2 ]      | [ 2 ]      | [ 2 ]      |